# ガウチョ (1927年の映画)

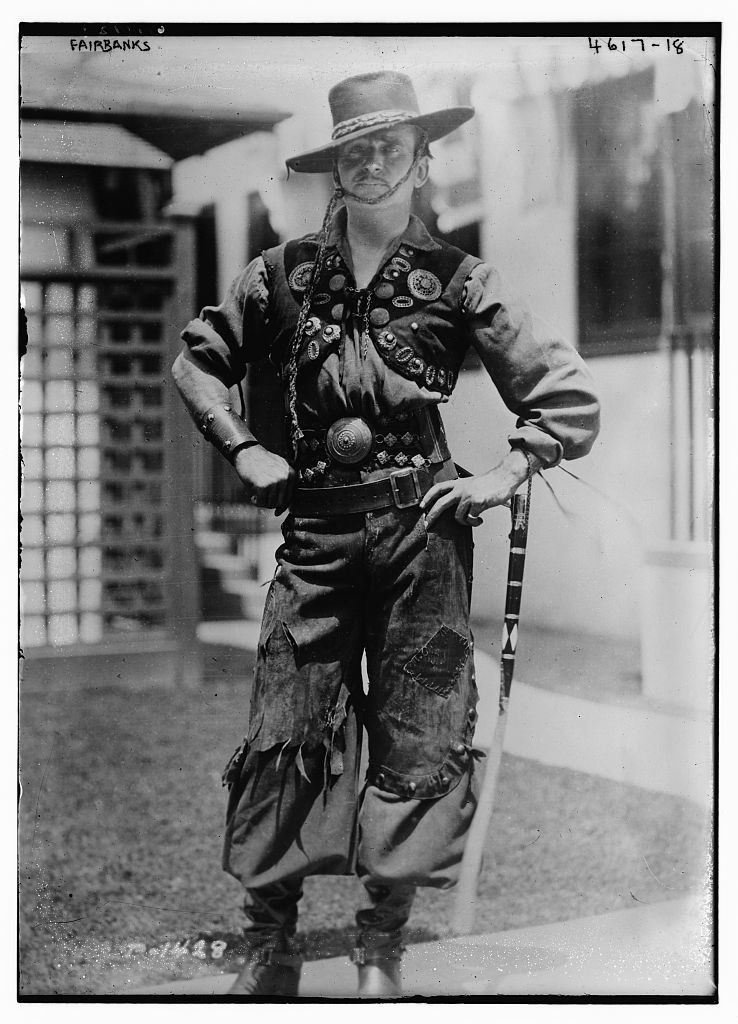
1927年の映画『ガウチョ (The Gaucho)』におけるダグラス・フェアバンクス。

『ガウチョ』（The Gaucho：正式な原題は、Douglas Fairbanks as The Gaucho）は、ダグラス・フェアバンクスとルーペ・ヴェレスが主演した、アルゼンチンを舞台とし1927年に制作されたサイレント映画。フェアバンクスの映画興行の成績が絶頂だった時期に撮影された冒険活劇であり、監督はF・リチャード・ジョーンズで、115 分の作品であった。

## あらすじ
主人公は、アルゼンチンの大平原パンパスを遊牧するガウチョのリーダー。パンパスの西方、アンデスの山中には神殿があるが、その財産を狙ってルイスという男を頭にする一団が神殿を襲おうとする。折しもガウチョたちも参拝のため、神殿へと向かっていた。その途上の山中で、ガウチョは「山の娘」と出会う。...

## キャスト
- ダグラス・フェアバンクス - ガウチョ (The Gaucho)
- ルーペ・ヴェレス - 山の娘 (The Mountain Girl)
- ジョアン・バークレー（英語版）（Geraine Greear としてクレジット） - 社の娘（若い方）(The Girl of the Shrine (younger))
- イヴ・サザーン（英語版） - 社の娘（The Girl of the Shrine）
- グスタフ・フォン・セイファーティッツ - ルイス、強奪者 (Ruiz, The Usurper)
- チャールズ・スティーヴンス（英語版） - ガウチョの部下 (The Gaucho's First Lieutenant)
- ナイジェル・デ・ブルリエ（英語版） - 神父 (The Padre)
- アルバート・マコーリー（英語版） - 「黒い運命」の犠牲者 (Victim of the Black Doom)
- メアリー・ピックフォード - 聖母マリア (Virgin Mary) - カメオ出演

## 評価
フェアバンクスの伝記作家であるジェフリー・ヴァンスは、この作品を「秀作に近い出来栄え (a near masterwork)」で「（フェアバンクスの）作品としてはあまり知られていない (an anomaly among his [Fairbanks’] works)」と評している。ヴァンスはまた、本作が「大胆な転換を図り、予想されなかったほどの暗さを雰囲気や状況設定、人物描写に出そうと努めた映画であって、それまでの彼の映画の人物が常にそうであったような、若々しい少年のような冒険の精神ははっきりと欠落しており、その代わりに、それまでの彼の作品には見られなかったような精神的な情熱と沸き上がるような性的要素が盛り込まれている (daring departure, the film is an effort of unanticipated darkness in tone, setting, and character. The spirit of adolescent boyish adventure, the omnipresent characteristic of his prior films, is noticeably absent. It has been replaced by a spiritual fervor and an element of seething sexuality the likes of which has never been seen before in one of his productions.)」と述べている。

## 遺されたもの
ニューヨーク近代美術館 (MoMA) が保存用に作成した『ガウチョ』の新しいプリントは、2008年に映画芸術科学アカデミーで封切られた。このプリントはその後、同年中にMoMAでも上映され、2009年にはサンフランシスコ・サイレント映画祭 (the San Francisco Silent Film Festival) でも上映されて、ジェフリー・ヴァンスが新著『Douglas Fairbanks』の宣伝も兼ねて上映の前説をおこなった。
カリフォルニア大学サンタバーバラ校のスポーツ・チームが、ガウチョスと名乗っているのは、この映画におけるフェアバンクスを讃えてのことである。